# CS-Cart
CS-Cart（シーエスカート）は、元オープンソースのPHPで作られたBtoC EC、BtoB EC 、BtoBtoC EC（マーケットプレイスサイト）構築に対応したハイブリッドEコマースプラットフォームである。

## 歴史
CS-Cartは、Vladimir V. Kalynyak, Alexey V. Vinokurov, Ilya M. Shalnevの3人により開発が行われ、最初のバージョンはオープンソースとして2005年にリリースが行われた。最初の公式リリースは、2005年12月15日のVersion 1.3.1。2016年5月10日にリリースされたCS-Cart 4.3.7からは無料のライセンスが提供されなくなり、オープンソースではなくなった。
2022年2月22に、宿泊予約サイト構築用ライセンス CS-Cart Multi-Vendor Bookingが、2022年6月2日に、無料で利用できるBtoC型ECサイト構築用ライセンス CS-Cart Freeがリリース。
2022年3月1日からロシア法人のSimbrisk Technologies Ltd.からアメリカ法人のBolide Network LLCが開発とライセンス提供、サポートを行うように変更。
Simtech社の子会社Simtech Development社で、CS-CartのカスタマイズとWebデザインサービスを行っている。

## 特徴
オープンソース・ソフトウェアとしてスタートしたため、 CS-Cart Store Builder Free 以外は有償となった現在でもソースコードが開示されており、自由にカスタマイズが可能となっている。
また、ECサイトを構築するための CS-Cart Store Builder とモール型ECサイトを構築するための CS-Cart Multi-Vendor の大きく二つのライセンスが用意されている。

### CS-Cart Store Builder
CS-Cart Store Builder は、ECサイトを運営する企業が、BtoC ECやBtoB ECのように、一対多の関係性のECサイトを構築するためのライセンスとなっている。

### CS-Cart Multi-Vendor
CS-Cart Multi-Vendor は、マーケットプレイスサイトと呼ばれるBtoBtoC ECやBtoBtoB ECの、一対多対多のECサイトを構築するためのライセンスとなっており、商品出品型マーケットプレイスサイトや店舗出店型マーケットプレイスサイトの構築に対応している。

### 機能の特徴
- フックベースのモジュラーアーキテクチャを採用する事で、カスタマイズに柔軟に対応。
- Smartyをテンプレートエンジンに使用。
- メールテンプレートはTwigを使用。
- 多言語・多通貨に標準で対応。
- テーマはレスポンシブWebデザイン対応。
- 管理画面から各ページを編集できる強力なCMS機能を装備。
- 販売管理、商品管理、顧客管理、配送管理の基本的なECサイト運営機能だけでなく、ブログ機能、キャンペーン管理、クーポン管理、ギフト券管理、バナー管理、ポイント管理、メルマガ管理を用意。
- クローズドサイト構築機能が用意されており、1パスワードのみの簡単なものから、許可された会員のみが購入できるクローズドサイトまで構築が可能。
- 複数サイトを一つの管理画面で管理できるストアフロント機能を持っており、複数のECサイトやマーケットプレイスサイトを国別、通貨別、業界別、ユーザー別などで構築・管理が可能。
- ダウンロード販売機能が標準で用意されている。
- CS-Cart Store Builder B2B ライセンスでは、BtoB向けECサイトのWeb EDIを構築できる。
- CS-Cart Multi-Vendor ライセンスでは、Amazonマーケットプレイスや楽天市場のようなマーケットプレイスが構築できる。
- UPS、DHL、FedEx、USPS、Canada Post、Australia Post、SwissPost、Temandoの8つ国際物流サービスに標準で対応。また、レートエリアと呼ばれる配送エリア毎で価格、重量、配送個数で独自の料金テーブルを作成することもできる。
- 日本国内の日本郵便、ヤマト運輸、佐川急便、福山通運という配送業者は、配送エリアと梱包サイズ、重量で配送料金計算を行うが、これには標準機能では対応ができないため、リージョン・リセラー毎に個別で対応が異なっている。

## ライセンス
CS-Cartでは、ライセンスがターゲット毎に細分化されています。

### BtoC EC、BtoB EC向け無料版
- 1つのECサイト構築に対応：CS-Cart Store Builder Free

### BtoC EC、BtoB EC向けライセンス
- 1つのECサイト構築に対応：CS-Cart Store Builder Plus
- 複数のECサイト構築に対応：CS-Cart Store Builder Ultimate

### BtoBtoC EC、BtoBtoB EC（マーケットプレイス）向けライセンス
CS-Cart Multi-Vendorは、2022年12月からサブスクリプションモデルが追加された。

#### 月額払いのMulti-Vendor ノーコード
CS-Cartのサーバで提供される、サブスクリプションモデルのプラン。
ソースコードへのアクセスはできないためカスタマイズができず、上位のプランで利用できるのはAPIのみ。
- CS-Cart Multi-Vendor No-Code

#### 年払いのオンプレミス Multi-Vendor
以前から販売されていた CS-Cart Multi-Vendor をサブスクリプションモデルの年払いで利用するライセンス。
ソースコードへのアクセスが可能で、どのサーバにでもインストールできるカスタマイズ可能。
- １つの商品出品型マーケットプレイスサイト構築に対応：CS-Cart Multi-Vendor Standard
- １つの店舗出店型マーケットプレイスサイト構築に対応：CS-Cart Multi-Vendor Plus
- 複数の店舗出店型マーケットプレイスサイト構築に対応：CS-Cart Multi-Vendor Unlimited

#### 一括払いのオンプレミス Multi-Vendor
CS-Cart Multi-Vendor を生涯ライセンスで購入できるライセンス。
ソースコードへのアクセスが可能で、どのサーバにでもインストールできるカスタマイズ可能で、生涯無料アップデートとモバイルアプリのソースコードへの生涯無料アクセスが含まれている。
- 複数の店舗出店型マーケットプレイスサイト構築に対応：：CS-Cart Multi-Vendor Unlim

## ライセンス
2023年1月CS-Cart Store Builder B2Bライセンスが廃止
2022年12月1日提供方法とライセンス名の変更
- モール型ECサイトを構築するためのCS-Cart Multi-Vendorは、買い切りで使える生涯ライセンスからサブスクリプションモデルの年間ライセンスに移行。
  - 生涯ライセンスの Multi-Vendor Unlim が追加
- CS-Cart Store Builderについても、サブスクリプションモデルの年間ライセンスに移行が予定されている。
- BtoC型ECサイト構築用ライセンスの名称が変更
  - CS-Cart Standard は　CS-Cart Store Builder Plus に変更
  - CS-Cart Ultimate は CS-Cart Store Builder Ultimate に変更
  - CS-Cart Ultimate B2B は CS-Cart Store Builder B2B に変更

2022年6月2日追加
- 無料版 BtoC型ECサイト構築用ライセンス：CS-Cart Free

2022年2月22日追加
- 宿泊予約サイト構築用ライセンス：CS-Cart Multi-Vendor Booking

2021年9月1日以降のライセンス
- BtoC型ECサイト構築用ライセンス：CS-Cart
- BtoC型ECサイトを無制限に構築できるライセンス：CS-Cart Ultimate
- BtoB型とBtoC型ECサイトを無制限に構築できるライセンス：CS-Cart Ultimate B2B
- 商品出品型マーケットプレイスを１サイトだけ構築できるライセンス：CS-Cart Multi-Vendor
- 店舗出店型マーケットプレイスを各店舗機能を持たせて１サイトだけ構築できるライセンス：CS-Cart Multi-Vendor Plus
- 商品出品型マーケットプレイスと店舗出店型マーケットプレイスを無制限に構築できるライセンス：CS-Cart Multi-Vendor Ultimate

2021年9月1日以前のライセンス
- BtoC型ECサイト構築用ライセンス：CS-Cart B2C
- BtoC型ECサイトを無制限に構築できるライセンス：CS-Cart Ultimate
- BtoB型ECサイト構築用のライセンス：CS-Cart B2B
- BtoB型とBtoC型ECサイト構築用のライセンス：CS-Cart B2B & B2C
- 商品出品型マーケットプレイスを１サイトだけ構築できるライセンス：CS-Cart Multi-Vendor
- 店舗出店型マーケットプレイスを各店舗機能を持たせて１サイトだけ構築できるライセンス：CS-Cart Multi-Vendor Plus
- 商品出品型マーケットプレイスと店舗出店型マーケットプレイスを無制限に構築できるライセンス：CS-Cart Multi-Vendor Ultimate

## 動作環境
スクリプト言語
- 推奨環境は、PHP 7.1以上。SAPI mod_php、FPM、FastCGI をサポート。
  - CS-Cart/Multi-Vendor 4.3.6は、PHP 7.0をサポート。
  - CS-Cart/Multi-Vendor 4.6.1.は、PHP 7.1をサポート。
  - CS-Cart/Multi-Vendor 4.7.2.は、PHP 7.2をサポート。
  - CS-Cart/Multi-Vendor 4.11.1.は、PHP 7.2をサポート。
  - CS-Cart/Multi-Vendor 4.12.1.は、PHP 7.4 をサポート。
  - CS-Cart/Multi-Vendor 4.15.1.は、PHP 8.0 をサポート。
  - CS-Cart/Multi-Vendor 4.17.1.は、PHP 8.1 をサポート。

データベース
- MySQL version 4.1以上。MySQLiまたはpdo_mysqlをサポートする必要があり。
- MariaDB 5.5以上。
- PerconaServer 5.5以上。

Webサーバ
- Apache HTTP Server
- nginx

## 多言語対応
CS-Cartは、標準で20カ国分の言語ファイルが用意されている。ただし、国毎に翻訳の進捗は異なっており、CrowdinのCS-Cart latestで翻訳が進められている。
各言語毎に商品名の登録ができ、管理画面とユーザー画面の双方別々で多言語表示が可能となっている。
日本語については、公式サイトで提供されているCS-Cart国際版については、管理画面の多くが日本語化されているが、CS-Cartは常時バージョンアップが行われるために、一部日本語化が遅れている部分は存在する。そのため、日本国内でCS-Cartを販売しているリージョン・リセラーでは、各社独自に日本語化を行って対応を行っている。

## 多通貨対応
CS-Cart は、多通貨対応機能が標準で用意されており、換算レートを設定することで、各通貨に対応した価格表示ができる。
また、複数サイト管理機能を使うことで、国別や通貨別で別のサイトに分けて運用することも可能となっている。

## リージョン・リセラー
CS-Cart は、国毎にCS-Cartが認定したリージョン・リセラーを置いており、リージョン・リセラーはライセンスを販売するだけでなく、ホスティングやカスタマイズなども提供してる。
CS-Cart は、公式サイトが認定したリージョン・リセラーから購入することを、正規の購入方法としている。
日本のリージョン・リセラーは、 株式会社メクマと 株式会社リソース・シェアリングの2社。

### 株式会社メクマ
- CS-Cart.jp

#### CS-Cart日本語版
株式会社メクマが運営する CS-Cart.jp で提供される　CS-Cart日本語版は、CS-Cart の公式が提供する国際版（旧英語版）をベースに独自ローカライズを行っているため、CS-Cart が公式サイトで提供するCS-Cart国際版（旧英語版）との完全互換性はない。
また、バージョンアップについても独自ローカライズを行ってから提供されるため、公式の CS-Cart がリリースされてから3カ月から6カ月程度、バージョンアップが行われるまでのタイムラグがある。
そのため、CS-Cart日本語版 に対応するアドオンについても独自で開発が行われており、提供される CS-Cart日本語版 には CS-Cart国際版（旧英語版） では提供されない、独自開発が行われた決済アドオンなどが同梱される。
CS-Cart日本語版 独自のバグが発生した場合には、公式の CS-Cart ではなく、株式会社メクマによる対応になる。

##### 提供ライセンス
CS-Cart日本語版 では、公式の CS-Cart が提供する CS-Cart国際版（旧英語版） とはライセンス形態と異なる以下の形でライセンスが提供されている。
- スタンダード版
- マーケットプレイス版
- モール版

また、CS-CartのライセンスとSSL証明書付きレンタルサーバがセットになったらプランも提供している。
- CS-Cartサーバープラン

###### 対応しているCS-Cartのバージョン
- 4.18.1_JP_1(2025年2月18日提供開始）

##### 日本国内の配送業者対応
独自で都道府県別の配送料金計算ができるアドオンを提供しているが、梱包サイズ、重量での配送料金計算には対応していない。

##### アドオン提供
CS-Cart.jp では、CS-Cart日本語版に対応した独自アドオンと、パートナーベンダーが販売するアドオンが販売されている。

##### 事業譲渡
CS-Cart.jpを運営する株式会社メクマは、それまでCS-Cart.jpを運営していた有限会社フロッグマンオフィスから2018年6月22日に　CS-Cart日本語版　を事業譲受を受けた。

### 株式会社リソース・シェアリング
- CS-Cart

#### CS-Cart国際版（旧英語版）
株式会社リソース・シェアリングで提供される CS-Cart は、CS-Cart が公式に提供している CS-Cart国際版 の最新版を提供しているため、公式の CS-Cart との完全互換性が保たれており、CS-Cart が提供している全てのライセンスを販売している。

##### 提供ライセンス
株式会社リソース・シェアリングでは、CS-Cart が提供している有償ライセンスを全て取り扱っている。
- CS-Cart Store Builder Plus
- CS-Cart Store Builder Ultimate
- CS-Cart Multi-Vendor Standard
- CS-Cart Multi-Vendor Plus
- CS-Cart Multi-Vendor Unlimited
- CS-Cart Multi-Vendor Unlim

#### アドオン提供
CS-Cart国際版 自体は日本語化されているが、翻訳が不十分な点などがあるため、株式会社リソース・シェアリングでは独自に、コアファイルを変更することなく、日本語ファイルや独自アドオンの提供を行っている。

##### 「日本国内向け配送料金算出」アドオン
CS-Cart国際版 自体でも送料計算が可能であるが、配送エリアと重量、金額、個数でしから料金設定ができないため、「日本国内向け配送料金算出」アドオンの提供が行われている。
「日本国内向け配送料金算出」アドオンは、日本国内の配送業者が配送エリアと梱包サイズ、重量での配送料金計算を行うのに対応し、日本郵便ではゆうパック、クリックポスト、レターパックライト、レターパックプラス、ヤマト運輸では宅急便、佐川急便では飛脚宅急便、福山通運ではフクツー宅急便の7種類に対応している。
「日本国内向け配送料金算出」アドオンは、2022年3月11日に、ヤマト運輸の宅急便で新たに追加された180サイズ、200サイズ対応、ヤマト運輸のクール宅急便、日本郵便のチルドゆうパック、佐川急便の飛脚クール便に対応している。
「日本国内向け配送料金算出」アドオンは、2022年5月8日に、日本郵便のゆうパックとチルドゆうパック、ヤマト運輸の宅急便とクール宅急便、佐川急便の飛脚宅配便と飛脚クール便、福山通運のフクツー宅配便の配送時間帯指定に対応している。

##### 「日本国内向け設定」アドオン
CS-Cart国際版 自体は日本語化されているが、翻訳が不十分な点などがあるため、「日本国内向け設定」アドオンの提供が行われている。
「日本国内向け設定」アドオンは、CS-Cart 国際版で翻訳が足りない部分の日本語化、日本の住所表記順への対応、姓・名の入力ボックスの分離、消費税・軽減税率の追加、デフォルト通貨を日本円に変更、デフォルト住所の初期値として日本のダミー住所を設定、日本の都道府県表示を青森県から沖縄県という形での表示、注文エクスポート機能での都道府県名の日本語対応、ユーザー側検索ボックスでの全角文字の区切り検索対応に対応している。

##### 「PGマルチペイメントサービス対応決済」アドオン
CS-Cart国際版では、多彩な決済アドオンが提供されているが、日本国内での利用を想定した場合、標準で利用ができるのがStripeとPayPalとなっている。
「PGマルチペイメントサービス対応決済」アドオンは、GMOペイメントゲートウェイが提供するPGマルチペイメントサービスのPGマルチペイメントサービス リンクタイプPlusに対応し、クレジットカード決済が可能となっている。

##### CS-Cart公式マーケットプレイスサイト
CS-Cart国際版 は、公式の CS-Cart との完全互換性が保たれているため、CS-Cart公式 が運営する CS-Cart Marketplace で提供されるアドオンやテーマがそのまま利用できる。